# Tôn Thiệu Sính
Tôn Thiệu Sính (tiếng Trung giản thể: 孙绍骋; bính âm Hán ngữ: Sūn Shào Chěng, sinh tháng 7 năm 1960, người Hán) là chính trị gia nước Cộng hòa Nhân dân Trung Hoa. Ông là Ủy viên Ủy ban Trung ương Đảng Cộng sản Trung Quốc khóa XX, khóa XIX, hiện là Bí thư Khu ủy Khu tự trị Nội Mông. Ông nguyên là Bộ trưởng Bộ Cựu chiến binh; Phó Bộ trưởng Bộ Đất đai và Tài nguyên; Phó Bộ trưởng Bộ Dân chính; Phó Tỉnh trưởng tỉnh Sơn Tây; và Phó Tỉnh trưởng tỉnh Sơn Đông. Ông phục vụ hai nhiệm kỳ riêng biệt với tư cách là Phó Bộ trưởng Bộ Dân chính từ tháng 4 năm 2009 đến tháng 8 năm 2012 và từ tháng 2 năm 2017 đến tháng 6 năm 2017. Ông cũng là đại biểu dự Đại hội đại biểu toàn quốc Đảng Cộng sản Trung Quốc lần thứ XIX.
Tôn Thiệu Sính là đảng viên Đảng Cộng sản Trung Quốc, học vị Cử nhân Văn học, Tiến sĩ Luật học.

## Xuất thân và giáo dục
Tôn Thiệu Sính sinh tháng 7 năm 1960 tại Hải Dương, tỉnh Sơn Đông. Tháng 8 năm 1980, ông học chuyên ngành văn học và ngôn ngữ Trung Quốc khoa tiếng Trung Quốc tại Đại học Sơn Đông và tốt nghiệp vào tháng 7 năm 1984. Sau khi tốt nghiệp, ông tham gia vào lực lượng lao động và gia nhập Đảng Cộng sản Trung Quốc vào tháng 5 năm 1986. Ông lấy bằng tiến sĩ luật học tại Đại học Bắc Kinh năm 2002. Ông cũng học tại Trường Đảng Trung ương như một sinh viên bán thời gian.

## Sự nghiệp

### Các giai đoạn
Tháng 7 năm 1984, ông được bổ nhiệm làm cán bộ ở Bộ Dân chính và làm việc trong khoảng thời gian 25 năm mới lên tới vị trí Thứ trưởng.
Tháng 8 năm 2012, ông nhậm chức Phó Tỉnh trưởng tỉnh Sơn Đông, một vị trí ông giữ đến tháng 9 năm 2014. Sau đó, ông được chuyển đến Sơn Tây, một tỉnh giàu tài nguyên than đá, ông là Ủy viên Ban Thường vụ Tỉnh ủy Sơn Tây, Trưởng Ban Công tác Mặt trận Thống nhất Tỉnh ủy Sơn Tây. Ông được thăng chức làm Phó Tỉnh trưởng tỉnh Sơn Tây vào tháng 11 năm 2016, nhưng chỉ giữ vị trí này trong ba tháng, ông được chuyển trở lại Bắc Kinh và bổ nhiệm lại chức vụ Thứ trưởng Bộ Dân chính, nhưng chẳng bao lâu sau, ông được chuyển sang một chức vụ khác là Thứ trưởng Bộ Đất đai và Tài nguyên. Vào tháng 10 năm 2017, ông được bầu làm Ủy viên Ủy ban Trung ương Đảng Cộng sản Trung Quốc khóa XIX tại Đại hội Đảng Cộng sản Trung Quốc lần thứ 19. Ngày 19 tháng 3 năm 2018, tại kỳ họp thứ nhất của Quốc hội khóa XIII, ông được phê chuẩn làm Bộ trưởng Bộ Các vấn đề cựu chiến binh.

### Nội Mông
Tháng 4 năm 2022, Tôn Thiệu Sính được điều chuyển tới công tác ở Khu tự trị Nội Mông, vào Ban Thường vụ Khu ủy, được Bộ Chính trị ban hành quyết định bổ nhiệm làm Bí thư Khu ủy Khu tự trị Nội Mông, nhận nhiệm vụ lãnh đạo toàn diện Nội Mông.